# Mick Galwey
Pas d'image ? Cliquez ici

a Compétitions nationales et continentales officielles uniquement.

b Matchs officiels uniquement.
Michael Joseph Galwey dit Mick Galwey, né le 8 octobre 1966 à Currow (Comté de Kerry), est un joueur de rugby à XV qui joue au poste de deuxième ligne avec l'équipe d'Irlande et la province du Munster. Il constitue la pièce maîtresse de l'équipe de sa province qu'il va mener deux fois en finale de la Coupe d'Europe en 2000 et en 2002. Avec le club de Shannon RFC, il remporte plusieurs fois le championnat.

## Carrière
Il joue en club avec Shannon RFC dans le championnat irlandais et avec la province du Munster qui dispute la Ligue Celte à partir de 2002. Avec le Munster, il cumule 130 sélections dont 85 comme capitaine[réf. nécessaire].
Mick Galwey obtient sa première cape internationale à l'occasion du Tournoi des Cinq Nations 1991 le 2 février 1991 contre la France. Il dispute la Coupe du monde en 1991 mais ne joue qu'un seul match contre le Japon. Il participe à la tournée des Lions en 1993 en Nouvelle-Zélande sans toutefois disputer de test match.

## Palmarès
- Finaliste de la Coupe d'Europe en 2000 et 2002
- Vainqueur de la Celtic League en 2003
- Vainqueur de la All Ireland League à six reprises[Quand ?].

## Statistiques en équipe nationale
- 41 sélections de 1991 à 2002
- 15 points (3 essais)
- Sélections par année : 4 en 1991, 6 en 1992, 4 en 1993, 6 en 1994, 1 en 1995, 1 en 1996, 1 en 1998, 1 en 1999, 7 en 2000, 7 en 2001, 3 en 2002
- Sept Tournois des Cinq Nations disputés : 1991, 1992, 1993, 1994, 1995, 1998 et 1999.
- Trois Tournois des Six Nations disputés : 2000, 2001, 2002.
- En Coupe du monde : une sélection en 1991 (Japon).
- Une tournée avec les Lions britanniques en Nouvelle-Zélande en 1993.
- Huit sélections avec les Lions britanniques.